# Talitereman
Talitereman, als Hauptort der Aldeia Soileco auf Karten auch als Soileco bezeichnet, ist ein osttimoresischer Ort im Suco Soileco (Verwaltungsamt Bobonaro, Gemeinde Bobonaro). Das Dorf liegt im Westen der Aldeia, auf einer Meereshöhe von 730 m, am Osthang des Foho Ilat-Laun. Eine Straße führt von hier nach Südwesten zum Nachbarort Talite und nach Nordosten zum Dorf Lesuaben. Hangaufwärts befindet sich nordwestlich die kleine Siedlung Airas.

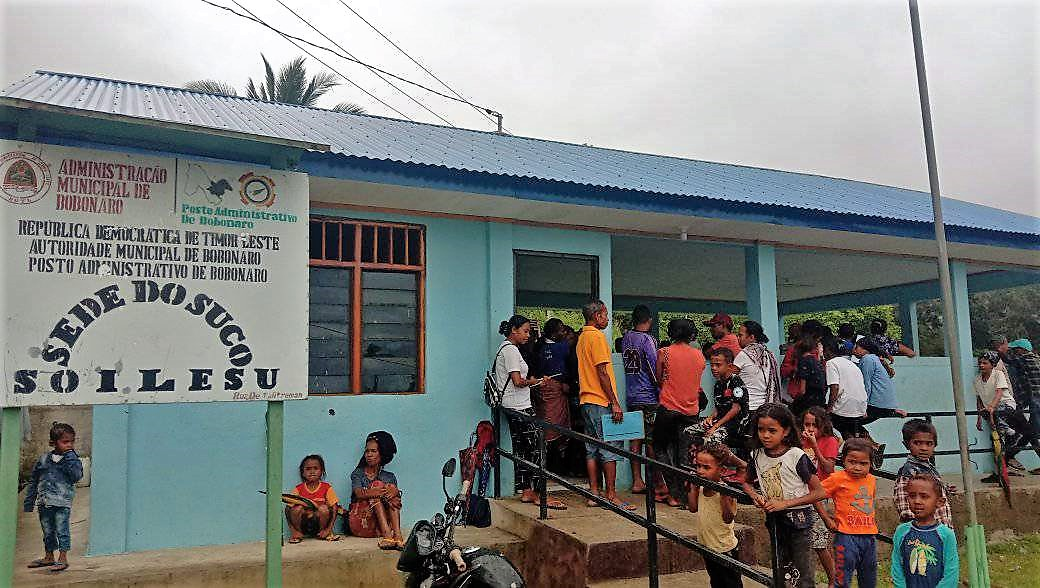
Sitz des Sucos

In Talitereman befinden sich  Sitz des Sucos und die Grundschule Escola Primaria Soileco.